# 于景讓
于景讓（1907年1月11日—1977年10月28日），字師竹，植物學家，原籍江蘇崑山。

## 生平
于景讓三歲喪父，由母趙氏扶養長大。小學畢業後考入蘇州省立第二農校，畢業後返鄉任小學教師。於1928年赴日深造，1930年考入東京高等師範學校博物學部，1934年再考入1934 年再考入京都帝國大學農學部，隨木原均博士修習植物遺傳學。
1937年盧溝橋事變抗日戰爭爆發，雖得學位在即，其導師木原均亦再三輓留，但他毅然回歸，報效祖國。逾年，任教於廣西大學。1940-41年至四川大學講學；1941-43 年，在貴州湄潭國立浙江大學農學院任教，講授高級遺傳學，並開始進行小麥試驗。後在1943年經廣東省立文理學院後，又轉至中山大學授課，至1945年日本投降，抗戰勝利。1946 年春，應聘來台大任教，任圖書館館長、生物系主任等職，並建立植物系及研究所，60年代獲日本京都大學農學博士學位。1969年後，專註於植物學辭典的編訂，因積勞成疾，於1977年10月28日因腦溢血逝於台北寓所。

## 貢獻

### 著作
他一生致力於植物學和遺傳學，兼及文史哲學，博覽弘識，為學者稱道。他雖精通多國語言，寫論文也可以用各種文字。在台灣大學任教期間，先後發表專業論文15篇；又以考古、歷史、植物學及遺傳學觀點研究栽培植物的起源和傳布，著《栽培植物考》2冊，發表專業論文與譯著107篇；發表其他遺傳學、植物生理學專業論文 60餘篇和各種譯著10餘冊，1949年以前出版的書目已收入《蘇州民國藝文志》。(張耘田編錄)
- 《初中動物學─ 初中用》(1933)，與繆瑞生同撰，台灣銀行金融研究室編輯。
- 《人種改良》(1936)，正中出版社。
- 《台灣之米》(1949)，與曹淑珍同撰，台灣銀行金融研究室編輯。
- 《台灣稻米文獻抄》(1950年版)，台灣銀行金融研究室編輯。
- 《台灣之土地》(1951)，台灣銀行金融研究室編輯。
- 《博物上冊, 1上》(1955)，大中出版社。
- 《博物下冊, 1下》(1955)，大中出版社。
- 《栽培植物考，第一輯》(1958)，台大農學院。
- 《栽培植物考，第二輯》(1961)，藝文印書館。
- 《本草綱目中所記的鯉科魚類》(1963)，大陸雜誌。

### 譯作
- 1935年翻譯出版了日山羽儀兵《細胞學概論》，重慶：國立編譯館。
- 1935年翻譯出版了日柿內三郎《細胞之生物化學》，上海：商務印書館。
- 1935年翻譯出版了日郡場寬《植物之組織及機能》，上海：商務印書館。
- 1935年翻譯出版了日小南清《菌類》，上海：商務印書館。
- 1936年翻譯出版了日中野治防《植物群落學小引》，上海：商務印書館。
- 1936年翻譯出版了日木原均《遺傳學要綱》，上海：商務印書館。
- 1937年與繆瑞生翻譯出版了日三宅恆方《昆蟲學通論》，上海：商務印書館。
- 1938年與王煊蕃翻譯出版了日桑田義備《核學》，上海：商務印書館。
- 1952年與魏品壽翻譯出版了日中村健次郎《日本肥料工業》，台北市：臺灣肥料有限公司。
- 1960年翻譯出版了日近藤勇《台灣之伐木工程》，台北市：台灣銀行金融研究室編輯。

## 評價
臺灣師範大學教授丁祥雲在 1973 年為于先生祝壽時贈一對聯以概括于先生的貢獻：「著作等身，不紅，不黃，不黑。經綸滿腹，亦文，亦理，亦農」。